# Lisa Littman
Lisa L. Littman ist eine US-amerikanische Ärztin, Forscherin und Hochschulprofessorin an der School of Public Health der Brown University. Bekanntheit erlangte sie 2018 mit ihrer kontroversen Studie zum Phänomen der Rapid-Onset Gender Dysphoria bei sich als transgender identifizierenden Jugendlichen.

## Ausbildung und Karriere
Littman schloss ein erstes Studium an der Brandeis University 1988 ab. Einen Graduiertenstudiengang an der nun zur Rutgers University gehörigen Robert Wood Johnson Medical School schloss sie 1992 mit dem Doktor der Medizin (M.D.) ab. Im Rahmen ihrer Facharztausbildung arbeitete sie in den Bereichen der Gynäkologie und Geburtshilfe am Women & Infants Hospital of Rhode Island und in den Bereichen der Krankheitsprävention und Public Health an der Icahn School of Medicine at Mount Sinai in New York, wo sie auch 2007 einen zusätzlichen Masterabschluss in Public Health erwarb.
Littman war außerplanmäßige Assistenzprofessorin für den Bereich der Krankheitsprävention an der Icahn School of Medicine at Mount Sinai, wo sie unter anderem dazu forschte, welche Aufklärungsbedürfnisse bei Frauen bezüglich Schwangerschaftsabbrüchen bestehen.
Seit 2018 ist Littman Assistenzprofessorin an der School of Public Health der Brown University für das Gebiet der Verhaltens- und Sozialforschung. Ihre Forschungsinteressen sind Reproduktionsmedizin, Geschlechtsdysphorie, insbesondere das iatrogene, also durch Behandlung bedingte, Anhalten dieser Dysphorie, Detransition, das heißt das Rückgängigmachen einer geschlechtlichen Transition, sowie Frühgeburten und die Auswirkungen von Substanzmissbrauch während der Schwangerschaft.
Littmann ist Mitglied des American College of Preventive Medicine, einer auf Krankheitsprävention spezialisierten Ärzteorganisation.

## Studie zuRapid-Onset Gender Dysphoriaund nachfolgende Kontroverse

### Studie zuRapid-Onset Gender Dysphoria
Littman hatte in ihrem eigenen Umfeld bemerkt, dass eine wachsende Zahl von Teenagern zur selben Zeit wie ihre Freunde in den sozialen Medien verkündeten, transgender zu sein. Um zu erforschen, ob die plötzliche Identifikation als transgender auf „soziale Ansteckung“ („social contagion“) zurückgehen könnte, ließ sie Eltern, die sie über drei Internetforen rekrutierte, 90 Fragen zur Geschlechtsidentität ihrer Kinder, der Nutzung sozialer Medien, dem Freundeskreis und früheren psychischen Störungen beantworten.
Littman schlussfolgerte aus den Antworten, dass insbesondere die Zahlen zu transgender Individuen im Freundeskreis der Betroffenen darauf hinwiesen, dass „soziale Ansteckung“ für die wachsende Anzahl von sich als transgender identifizierenden Jugendlichen mitverantwortlich sei. Die Ergebnisse der Studie bewiesen laut Littman das von üblichen Erklärungsmustern für Geschlechtsdysphorie bei Jugendlichen abweichende Phänomen der plötzlich einsetzenden Geschlechtsdysphorie, für das sie den Begriff der Rapid-Onset Gender Dysphoria (ROGD) prägte.
2017 veröffentlichte Littman vorläufige Ergebnisse ihrer Studie in einem wissenschaftlichen Aufsatz unter dem Titel Rapid Onset of Gender Dysphoria in Adolescents and Young Adults: a Descriptive Study (deutsch: Plötzlich einsetzende Geschlechtsdysphorie bei Jugendlichen und jungen Erwachsenen: eine beschreibende Studie) im Journal of Adolescent Health. Endgültige Ergebnisse veröffentlichte Littman im August 2018 im Wissenschaftsmagazin PLOS One. Während Littmans Studie insbesondere von Wissenschaftlern, die geschlechts-affirmative Therapien kritisch betrachten, positiv aufgenommen wurde, wurde sie von Wissenschaftlern, die sich mit Trans-Gesundheit auseinandersetzen und Mitgliedern verschiedener trans-Communities stark kritisiert. Auch wenn Littman betont, dass es sich um falsche Darstellungen ihrer Studie handelt, wird in Anti-Trans-Diskursen häufig auf das Konzept verwiesen und auch US-Gesetze auf Bundesstaatenebene, die sich gegen trans Jugendliche richten, beziehen sich auf die ROGD-These. Littman selbst beschreibt sich selbst als links (engl. „liberal“) und Pro-LGBT.

### Debatte zu akademischer Freiheit
In Reaktion auf die Kritik kündigte das Wissenschaftsmagazin PLOS One am 27. August 2018 an, den Aufsatz einer erneuten Prüfung hinsichtlich Methodik und Analyse zu unterziehen. Am gleichen Tag gab auch die Brown University eine Mitteilung heraus, wonach sie die Nachricht über die Veröffentlichung von Littmans Artikel von ihrer Webseite entfernen wolle.
Das Vorgehen des Magazins und der Universität lösten eine weitere Debatte über akademische Freiheit aus. Der ehemalige Dekan der Harvard Medical School Jeffrey Flier kritisierte die Brown University in einem Artikel für das Magazin Quillette offen dafür, Littman nicht gegenüber Kritikern verteidigt zu haben. Die Brown University sah sich veranlasst, klarzustellen, dass ihre Reaktion von Bedenken hinsichtlich akademischer Standards, nicht aber der Unterdrückung akademischer Freiheit motiviert war.
Am 19. März 2019 veröffentlichte PLOS One das Ergebnis der nachträglichen Prüfung des Artikels, an der sich zwei Herausgeber wissenschaftlicher Schriften, ein Statistikexperte und ein Forscher, der sich mit Abweichungen von Geschlecht und Gender bei Jugendlichen beschäftigt, beteiligt hatten. Der Artikel erwies sich in ihrer Prüfung als berechtigter Beitrag zur wissenschaftlichen Forschung auf dem Gebiet. Um die Ergebnisse der Studie angemessener zu framen, wurden aber kleineren Änderungen unter anderem hinsichtlich des Titels und des Abstracts vorgenommen, weshalb der Artikel neu veröffentlicht wurde. Die Sprache des ursprünglichen Artikels wurde abgeschwächt (beispielsweise wurde das Wort „outbreak“, englisch für „Ausbruch“, entfernt) und es wurde klargestellt, dass ROGD bislang nicht als klinisch bestätigte Diagnose gilt. In einem Kommentar, der mit der neuen Version des Artikels veröffentlicht wurde, hob der Herausgeber Angelo Brandelli Costa hervor, dass Littmans Studie bislang nur indirekte Beweise dafür liefere, dass soziale Medien für die Jugendlichen eine besondere Rolle bei der Identifikation als transgender spielen. Der Chefredakteur des Wissenschaftsmagazins Joerg Heber entschuldigte sich zudem bei der Transgender-Community und anderen Betroffenen für die Fehler bei der ursprünglichen Prüfung des Artikels.

### Rezeption im deutschsprachigen Raum
In Deutschland wurde die Theorie der Rapid-Onset Gender Dysphoria in den Medien z. B. in einem Artikel der Ärzte Zeitung im Oktober 2018 und in einem Interview des Spiegels mit dem Kinderpsychiater Alexander Korte thematisiert. Beide Texte stießen auf Kritik der deutschen Transgender-Community und von Kollegen.

## Nachweise
1. 1 2 3  Littman, Lisa. Archiviert vom Original (nicht mehr online verfügbar) am 19. August 2018; abgerufen am 7. März 2019.  Info: Der Archivlink wurde automatisch eingesetzt und noch nicht geprüft. Bitte prüfe Original- und Archivlink gemäß Anleitung und entferne dann diesen Hinweis.
2. 1 2 3 4 5  Littman, Lisa. Archiviert vom Original (nicht mehr online verfügbar) am 19. August 2018; abgerufen am 7. März 2019.  Info: Der Archivlink wurde automatisch eingesetzt und noch nicht geprüft. Bitte prüfe Original- und Archivlink gemäß Anleitung und entferne dann diesen Hinweis.
3. ↑  Lisa L Littman – Icahn School of Medicine at Mount Sinai. 27. Februar 2015, archiviert vom Original (nicht mehr online verfügbar) am 27. Februar 2015; abgerufen am 21. März 2024.
4. ↑  Lisa L. Littman, Adam Jacobs, Rennie Negron, Tara Shochet, Marji Gold, Miriam Cremer: Beliefs about abortion risks in women returning to the clinic after their abortions: a pilot study. In: Contraception. Juli 2014, abgerufen am 7. März 2019.
5. ↑  Ellen R. Wiebe, Lisa Littman, Janusz Kaczorowski, Erin L. Moshier: Misperceptions About the Risks of Abortion in Women Presenting for Abortion. In: Journal of Obstetrics and Gynaecology Canada. März 2014, abgerufen am 7. März 2019.
6. ↑  Lisa Littman – American College of Preventive Medicine. Abgerufen am 7. März 2019.
7. ↑  An Interview With Lisa Littman, Who Coined the Term ‘Rapid Onset Gender Dysphoria’. In: Quillette. 19. März 2019, abgerufen am 20. März 2019 (englisch).
8. 1 2 3 4  Lisa Littman: Parent reports of adolescents and young adults perceived to show signs of a rapid onset of gender dysphoria. In: PLOS ONE. Band 13, Nr. 8, 16. August 2018, ISSN 1932-6203, S. e0202330, doi:10.1371/journal.pone.0202330, PMID 30114286, PMC 6095578 (freier Volltext) – (plos.org [abgerufen am 8. März 2019]).
9. ↑  Lisa L. Littman: Rapid Onset of Gender Dysphoria in Adolescents and Young Adults: a Descriptive Study. In: Journal of Adolescent Health. Band 60, Nr. 2, 1. Februar 2017, ISSN 1054-139X, S. 95–96, doi:10.1016/j.jadohealth.2016.10.369.
10. ↑  Florence Ashley: A critical commentary on ‘rapid-onset gender dysphoria’. In: The Sociological Review. Band 68, Nr. 4, Juli 2020, ISSN 0038-0261, S. 779–799, doi:10.1177/0038026120934693 (sagepub.com [abgerufen am 6. Oktober 2023]).
11. ↑  Ben Kesslen: How the idea of a “transgender contagion” went viral—and caused untold harm. In: MIT Technology Review. 18. August 2022, abgerufen am 28. Januar 2024 (englisch).
12. ↑  Lisa Littman: Rapid-onset gender dysphoria in adolescents and young adults: A study of parental reports. In: PLOS ONE. Band 13, Nr. 8, 16. August 2018, ISSN 1932-6203, S. e0202330, doi:10.1371/journal.pone.0202330 (plos.org [abgerufen am 8. März 2019]).
13. 1 2  August 27, 2018 Media contact: News Staff 401-863-2476: Brown statement on gender dysphoria study. Abgerufen am 8. März 2019 (englisch).
14. ↑  Alison McCook: Reader outcry prompts Brown to retract press release on trans teens. In: Retraction Watch. 29. August 2018, abgerufen am 8. März 2019 (amerikanisches Englisch).
15. ↑  Olivia Rudgard: Brown University in row with transgender activists over claims gender dysphoria spreading among children. In: The Telegraph. 28. August 2018, ISSN 0307-1235 (telegraph.co.uk [abgerufen am 8. März 2019]).
16. ↑  Marc Neumann: Wenn’s um Transgender geht, brennen die Sicherungen zuverlässig durch | NZZ. 13. September 2018, ISSN 0376-6829 (nzz.ch [abgerufen am 8. März 2019]).
17. ↑  As a Former Dean of Harvard Medical School, I Question Brown’s Failure to Defend Lisa Littman. In: Quillette. 31. August 2018, abgerufen am 8. März 2019 (australisches Englisch).
18. 1 2 3 4  Joerg Heber: Correcting the scientific record on gender incongruence – and an apology | EveryONE: The PLOS ONE blog. In: EveryONE. 19. März 2019, abgerufen am 20. März 2019 (amerikanisches Englisch).
19. ↑  News Staff Brown University: Updated: Brown statements on gender dysphoria study. 19. März 2019, abgerufen am 20. März 2019 (englisch).
20. ↑  Lisa Littman: Correction: Parent reports of adolescents and young adults perceived to show signs of a rapid onset of gender dysphoria. In: PLOS ONE. Band 14, Nr. 3, 19. März 2019, ISSN 1932-6203, S. e0214157, doi:10.1371/journal.pone.0214157 (plos.org [abgerufen am 20. März 2019]).
21. ↑  Tom Bartlett: Journal Issues Revised Version of Controversial Paper That Questioned Why Some Teens Identify as Transgender. In: The Chronicle of Higher Education. 19. März 2019, ISSN 0009-5982 (chronicle.com [abgerufen am 20. März 2019]).
22. ↑  Angelo Brandelli Costa: Formal comment on: Parent reports of adolescents and young adults perceived to show signs of a rapid onset of gender dysphoria. In: PLOS ONE. Band 14, Nr. 3, 19. März 2019, ISSN 1932-6203, S. e0212578, doi:10.1371/journal.pone.0212578 (plos.org [abgerufen am 20. März 2019]).
23. ↑  PLOS ONE: We want to extend our apologies to the trans and gender variant community and others affected by the shortcomings of the initial review. PLOS is an inclusive, open and non-discriminatory publisher that deeply cares for the concerns of this community. In: @PLOSONE. 19. März 2019, abgerufen am 20. März 2019 (englisch).
24. ↑  Nicola Zink: Im falschen Körper geboren: Ist es jetzt Mode, transgender zu sein? In: Ärzte Zeitung. 16. Oktober 2018, S. 2.
25. ↑  Barbara Hardinghaus, Maik Großekathöfer: Transgender: SPIEGEL-Gespräch mit dem Kinderpsychiater Alexander Korte über den Trend, ein anderes Geschlecht anzunehmen. In: Spiegel. Nr. 4/2019, 19. Januar 2019.
26. ↑  Hanna Zobel: Die Ärztezeitung fragt, ob Trans* eine Mode ist. Und die Leute fragen, ob die Ärztezeitung bekloppt ist. In: Bento. 19. Oktober 2018, abgerufen am 8. März 2019.
27. ↑  Deutsche Gesellschaft für Transidentität und Intersexualität e.V.: Stellungnahme zu  „Im falschen Körper geboren: Ist es jetzt Mode transgender zu sein?“ (PDF) In: dgti.org. 23. Oktober 2018, abgerufen am 8. März 2019.
28. ↑  Annika Schneider: Trans-Experten in Medien - Kritik an Unausgewogenheit. In: deutschlandfunk.de. 23. März 2022, abgerufen am 6. Oktober 2023.

| Personendaten    | Personendaten                                                |
| ---------------- | ------------------------------------------------------------ |
| NAME             | Littman, Lisa                                                |
| ALTERNATIVNAMEN  | Littman, Lisa L.                                             |
| KURZBESCHREIBUNG | US-amerikanische Ärztin, Forscherin und Hochschulprofessorin |
| GEBURTSDATUM     | 20. Jahrhundert                                              |